# Calcarovula
Genre
Synonymes
- Calcaria Cate, 1973

Calcarovula est un genre de mollusques gastéropodes de la famille des Ovulidae. 

## Synonymes
- Calcaria Cate, 1973[1]

## Liste d'espèces
Selon World Register of Marine Species (30 septembre 2017) :
- Calcarovula arthritica Lorenz & Fehse, 2009
- Calcarovula gracillima (E. A. Smith, 1901)
- Calcarovula ildiko Lorenz, 2006
- Calcarovula longirostrata (Sowerby I, 1828)
- Calcarovula mikado (Kurohara & Habe, 1991)
- Calcarovula piragua (Dall, 1889)